# Фуллоніка
Фуллоніка (лат. fullonica) — спеціалізована майстерня у Стародавньому Римі, призначена для прання, чищення та обробки тканин. Фулоніки були важливим елементом римської економіки, забезпечуючи обробку одягу та текстилю для населення. Працівники фуллонік, відомі як фуллони (лат. fullones), згадуються в численних написах, а також у творах римських авторів, таких як Плавт, Марціал і Пліній Старший.

## Історія та поширення
Фуллоніки існували по всій Римській імперії, зокрема в Італії та західних провінціях. Найвідоміші археологічні приклади фуллонік збереглися в Помпеях, Остії, Флоренції, Делосі та Фрежюсі. Найдавніші майстерні, як-от на Делосі, датуються I століттям до н. е., тоді як фуллоніки в Помпеях належать до I століття н. е., а в Остії та Флоренції — до часів правління імператорів Траяна та Адріана.
У 2024 році в центрі Рима, поблизу Ватикану, під час будівництва підземного пішохідного переходу було виявлено фуллоніку, датовану кінцем II — першою половиною III століття н. е. Ця знахідка є унікальною, оскільки пральні рідко облаштовували в районах, де раніше розташовувалися аристократичні маєтки.

## Технологія та процеси
Процес обробки тканин у фуллоніках складався з трьох основних етапів: миття, ополіскування та оздоблення.

### Миття
Одяг обробляли в невеликих чашах або поглибленнях, заповнених водою та лужними речовинами, зокрема аміаком, отриманим із сечі. Фуллони топтали тканину ногами, щоб розчинити жири та бруд. Використання сечі було стандартною практикою через її відбілювальні властивості. Іноді додавали глину для видалення залишків жиру.

### Ополіскування
Після замочування одяг промивали у великих басейнах, підключених до міського водопроводу. Система складалася з кількох басейнів, де чиста вода надходила з одного боку, а брудна виводилася з іншого. Тканина рухалася від басейну з брудною водою до найчистішого.

### Оздоблення
На завершальному етапі тканину чистили щітками з будяків, стригли для вирівнювання поверхні та обробляли сіркою для збереження кольору, особливо білого. Одяг сушили на плетених кошиках (лат. viminea cavea) або прасували за допомогою гвинтових пресів. Залишки таких пресів збереглися в Помпеях та Геркуланумі.

## Археологічні знахідки
Фуллоніки ідентифікують за характерними елементами: поглибленнями для прання, басейнами для ополіскування та мозаїчними підлогами. У Помпеях збереглися фрески та рельєфи, що зображують роботу фуллонів, а в Археологічному музеї Форлі експонується рельєф із зображенням валяльниці. У Римі (2024) археологи виявили фулолніку з мозаїчною підлогою та уламками кераміки, що вказують на її промислове використання.
Залишки римської фуллоніки, знайденої поблизу Ватикану, планують перенести до замку Святого Ангела для музейної експозиції після дослідження та оцінки історичної цінності.

## Значення в римському суспільстві
Фуллони відігравали важливу роль у текстильній промисловості, обробляючи тканини як для повсякденного використання, так і для торгівлі. У великих маєтках існували приватні фуллоніки, де працювали раби. У містах, таких як Помпеї, фуллоніки були частиною розвиненої інфраструктури, що забезпечувала чистоту одягу для міського населення.